# Саркози, Николя
Николя́ Саркози́ (фр. Nicolas Sarkozy, МФА (фр.): [ni.kɔ.la saʁ.ko.zi]), полное имя Николя́ Поль Стефа́н Саркози́ де На́дь-Бо́ча (фр. Nicolas Paul Stéphane Sárközy de Nagy-Bócsa; род. 28 января 1955, Париж) — французский государственный и политический деятель венгерского происхождения, 23-й президент Французской республики (2007—2012). Как президент, по должности, являлся князем-соправителем Андорры и гроссмейстером ордена Почётного легиона.
В 1993—1995, 2002—2004 и с 2005 по 2007 годы занимал различные министерские посты в правительстве Франции. До вступления в должность президента республики являлся председателем генерального совета департамента О-де-Сен. С 2004 года был лидером правящей на тот момент партии «Союз за народное движение» (UMP), которую представлял на президентских выборах 2007 года. Был избран президентом 6 мая 2007 года, сменив на посту главы государства Жака Ширака. На президентских выборах 6 мая 2012 года проиграл кандидату-социалисту Франсуа Олланду.
Пожизненный член Конституционного совета Франции с 2012 года. С ноября 2014 года лидер ведущей оппозиционной партии Франции «Союз за народное движение». 30 мая 2015 года партия стала называться «Республиканцы».
Во Франции известен под прозвищем «Сарко́», которое используют как его сторонники, так и оппоненты.

## Биография

### Родители
Отец — Пал Надь-Боча Шаркёзи — родился в Будапеште в семье венгерского дворянина-протестанта. Дворянство и герб даны семье в 1628 году императором Фердинандом II за подвиги предка в годы Тридцатилетней войны, владевшего землями близ города Сольнок и небольшим замком Алаттьян в 100 км  к юго-востоку от Будапешта. Его предки были членами муниципалитета Сольнока. С приходом Красной армии в 1944 году семья покинула страну. В Баден-Бадене Поль Саркози (так он офранцузил своё имя и фамилию) записался во Французский Иностранный легион, заключил пятилетний контракт и проходил службу в Алжире  до 1948 года. Отказавшись от перевода в Индокитай, досрочно демобилизовался. Получил французское гражданство и обосновался в Марселе, вскоре переехал в Париж. В 1950 году женился на Андре Малла — студентке юридического факультета, дочери известного врача в 17-м парижском округе. Её отец, Бенедикт Малла был евреем-сефардом, из Салоник, принявшим католичество после иммиграции, её мать, Адель Бувье — француженка, медсестра из Савойи, католического вероисповедания. От брака Поля Саркози и Андре Малла родилось трое детей: Гийом (1951), Николя (1955) и Франсуа (1959).
В 1959 году Андре Саркози покинула мужа, плохо скрывавшего свои любовные похождения на стороне и после этого ещё дважды побывавшего в браке. Чтобы вырастить детей, мать получила образование и стала адвокатом.

### Детство
Николя Саркози провёл первые годы своей жизни в 16-м округе Парижа, в доме деда Бенедикта Малла. В отличие от братьев, Гийома и Франсуа, мальчик учился довольно посредственно, за что часто получал выговор от отца, который периодически то появлялся, то исчезал в жизни Николя. Поль владел собственным рекламным агентством, получал стабильный доход, но не считал нужным помогать детям. Влияние на Саркози оказывал дедушка, по религии католик, а по политическим воззрениям — голлист. Семья хотела, чтобы дети полностью ассимилировались во французском обществе. Ребёнком Саркози, по его собственным словам, не чувствовал себя полноценным французом и страдал от своего сравнительно низкого материального положения, а кроме того, не был достаточно сильным, чтобы постоять за себя. Позже он неоднократно заявлял, что именно унижения детства и отсутствие отца сделали его таким, какой он есть сейчас. Его амбиции и стремление во власть выглядят как компенсация за второразрядный статус в юности.
В 1973 году, когда Бенедикт Малла умер, а владелец арендованного им дома отказался сдавать недвижимость в наём, семья Саркози перебралась в соседний городок Нёйи-сюр-Сен — благополучную коммуну за пределами Парижа.

### Образование, работа, семья
Образование получил в частной католической школе. По отзывам, учился довольно посредственно. Окончил школу в 1973 году. В 1978 году окончил Университет Париж X — Нантер и получил степень maîtrise (примерно соответствует магистру) гражданского права. После этого поступил в Институт политических исследований в Париже по государственному праву и политическим наукам, но не получил диплома. Стал адвокатом, специализирующимся во французском коммерческом праве, а точнее — в праве в области недвижимости.
23 сентября 1982 года женился на корсиканке Мари-Доминик Кюльоли, дочери фармацевта из Вико (корсиканская деревня к северу от столицы острова Аяччо). У них родилось двое сыновей — Пьер (1985) и Жан (1987).
В 1984 году, будучи мэром Нёйи-сюр-Сен, познакомился с Сесилией Мартен, урождённой Сиганер-Альбенис, которая была женой хозяина местного телеканала (Саркози в качестве мэра руководил церемонией их бракосочетания). У Николя и Сесилии завязался роман, завершившийся тяжёлым разводом Саркози с первой женой. В 1996 году они вступили в брак, в следующем году у них родился сын Луи. В их семье жили также две дочери Сесилии от первого брака: Жюдит (1984) и Жанна-Мари (1987).
Г-жа Саркози играла публичную роль, часто появлялась вместе с мужем в общественных местах и играла роль его помощника, что для французской политики было довольно необычным. В 2005 году во французской прессе появились сообщения о кризисе их отношений и подготовке к разводу. В то время развода не последовало, но и в дальнейшем отношения пары продолжали интриговать общество (Саркози резко выступал против вмешательства в свою личную жизнь). Сесилия в одних случаях появлялась на публике с мужем, в других — без него, голосовала вместе с ним в первом туре президентских выборов 2007 года, но не во втором. Она присутствовала на инаугурации Николя 16 мая вместе со своими тремя детьми, а также двумя сыновьями мужа от первого брака. На церемонию пришли и расставшиеся почти полвека назад родители президента.
17 октября 2007 года во французской прессе появились слухи, согласно которым Сесилия и Николя подали 15 октября в суд документы о разводе. 18 октября было официально объявлено, что развод по обоюдному согласию уже произошёл, и что сын Луи останется с матерью. Вскоре она вышла замуж за Ришара Аттиаса, специалиста по политическому пиару.
2 февраля 2008 года Саркози вступил в третий брак — с топ-моделью и певицей итальянского происхождения Карлой Бруни. Тем самым стал первым главой Французской Республики, который женился, находясь в должности президента.
13 января 2010 года Николя Саркози стал дедушкой — жена его второго сына Жана Джессика Себаун (из семьи очень богатых магрибских евреев) родила сына, которого назвали Солаль Саша Саркози. 19 октября 2011 года Карла Бруни-Саркози родила дочь Джулию — четвёртого ребёнка для Саркози и второго для Карлы.

### Карьера до избрания президентом
В 1974 году Саркози вступил в партию «Союз демократов в поддержку республики». В 22 года он стал членом Городского совета в родном Нёйи-сюр-Сен, в 28 — мэром города (с перевесом в один голос), оставаясь на этом посту до 2002 года. В 1979—1981 годах возглавил молодёжный комитет по поддержке Жака Ширака на президентских выборах 1981 года. С этого момента он стал союзником и протеже будущего президента. В 1988 году Саркози прошёл на внеочередных выборах в нижнюю палату парламента и стал депутатом.
В 1993 году Саркози прославился тем, что лично вёл переговоры с террористом, который взял в заложники детей в детском саду Нейи. В том же году он вошёл в правительство Эдуара Балладюра, где получил кресло министра по бюджету и пост официального представителя правительства. Помимо этого, исполнял обязанности министра по коммуникациям. Ширак очень благосклонно к нему относился, однако на выборах 1995 года он порвал с Шираком и поддержал Балладюра, чей рейтинг в начале избирательной кампании составлял 50 %, тогда как у Ширака был всего 14 %. После того, как Ширак выиграл выборы, Саркози лишился своих постов в правительстве. Широко распространено мнение, что Ширак воспринял поведение Саркози как предательство, и с этого момента отношения двух французских политиков стали враждебными. Однако в 1997 году, вновь получив депутатский пост, Саркози оживился и вновь стал выказывать Шираку готовность служить. Поначалу президент не хотел и слышать о Николя, но в результате принял молодого раскаявшегося политика и дал ему пост генерального секретаря (1998). На выборах 2002 года Саркози поддержал Ширака, и в мае 2002 года, после своего переизбрания, президент назначил Саркози министром внутренних дел в правительстве Жан-Пьера Раффарена. В 1999 году Саркози недолгое время был депутатом Европарламента.
В 2004 году, в связи с освобождением места председателя правящей партии «Союз народного движения» (председатель Ален Жюппе, был обвинён в коррупции и приговорён к поражению в правах), начались поиски нового лидера. Саркози рассматривался как наиболее вероятный кандидат. Ширак и его сторонники первоначально выдвинули лозунг «Кто угодно, только не Саркози», но, в конце концов, вынуждены были уступить, и в мае 2004 года Саркози был избран председателем (85,1 % голосов). По соглашению с Шираком, он оставил министерские посты и сосредоточился на партийной работе. За время его председательства численность партии увеличилась. Когда 31 мая 2005 года кабинет министров ушёл в отставку из-за неудачного голосования по Европейской конституции, Саркози был приглашён в новое правительство Доминика де Вильпена, где для него был восстановлен ранее упразднённый пост государственного министра — второго лица в правительстве.

### Деятельность в правительстве
Наблюдатели отмечали активность Саркози на министерской работе. Он постоянно разъезжал по стране. Критики уличали его в популизме и злоупотреблении силой риторики. Сторонники отмечали, что ему поручались самые тяжёлые участки работы.
На посту министра внутренних дел ему пришлось искать решение нескольких острых проблем. В пригородах крупных городов процветала преступность. Францию захлестнула волна антисемитизма, росла напряжённость в мусульманской общине. Обострение обстановки было характерно и для традиционного очага сепаратистской напряжённости — острова Корсика, где в 2002 году произошло более 200 терактов.

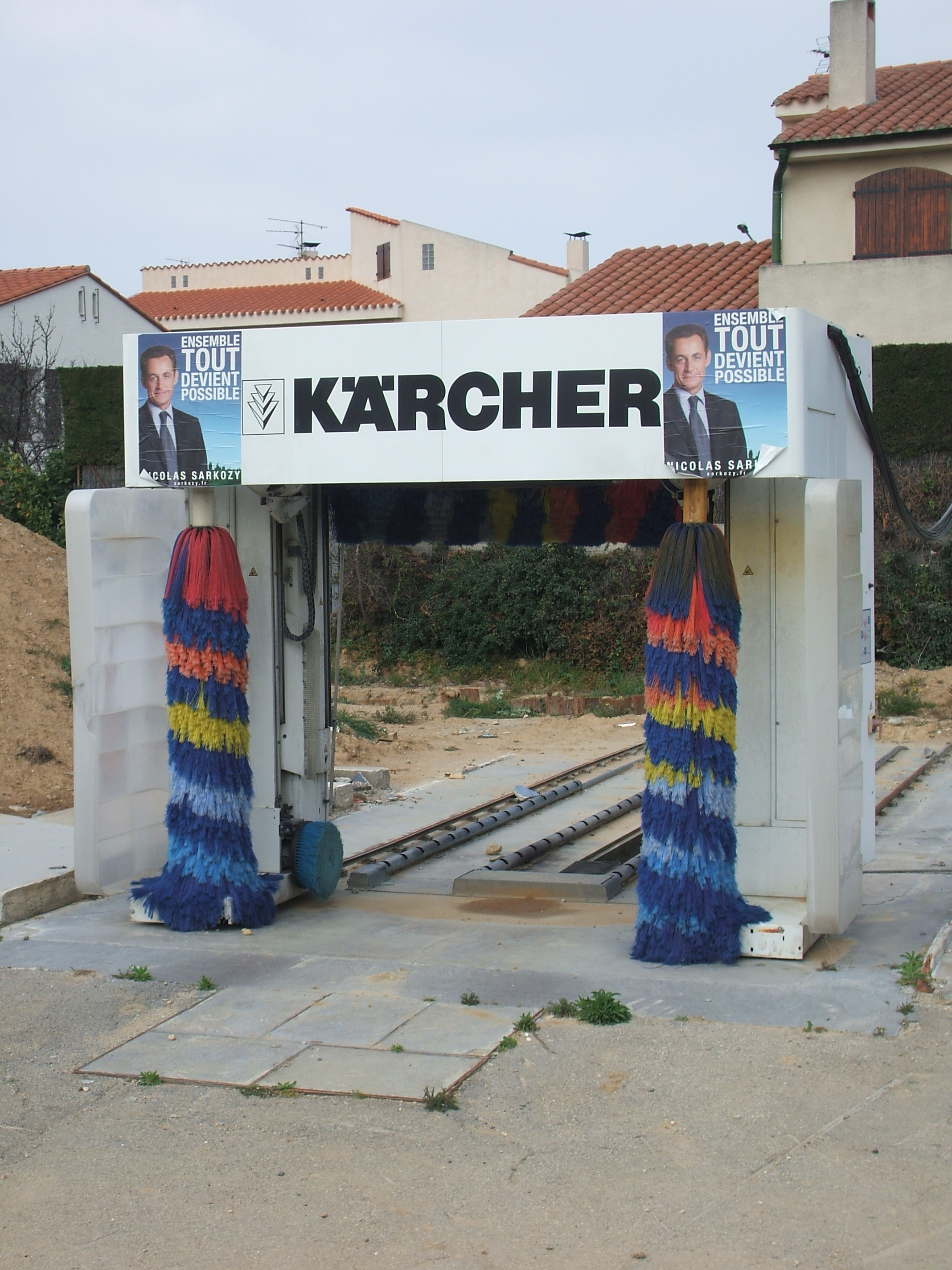
Предвыборные плакаты Саркози, выставленные его противниками в сатирических целях на мойке Kärcher

Реформы, проводимые Саркози, вызвали неоднозначную реакцию. Либеральная общественность обвиняла его в посягательстве на гражданские права. Курс на борьбу с преступностью включал усиление присутствия полиции на улицах и расширение полномочий правоохранительных органов. Усилилась борьба с проституцией. Был ужесточён контроль на дорогах, что позволило снизить число ДТП. Во время беспорядков в пригородах Парижа (2005) Саркози назвал их участников хулиганами и отбросами (voyous et racailles). Он также призвал «очистить пригороды керхерами» («Керхер», или, во французском произношении, «Каршер» — фирма, производящая устройства для мойки под сильным давлением машин, фасадов зданий и т. п.), что вызвало общественный резонанс.
В отношениях с исламской общиной проводил гибкую политику. Ужесточил контроль над нелегальной иммиграцией. Во время протестов против закона о запрете хиджабов в школах прямо заявил, что противопоставление ислама республиканским ценностям недопустимо. С другой стороны, он известен как сторонник концепции «позитивной дискриминации», которую, однако, премьер и президент поспешили отвергнуть как противоречащую идеалам равенства. В 2003 году поддержал создание частного некоммерческого Французского совета по мусульманской религии. Также предложил изменить закон 1905 года об отделении церкви от государства, чтобы разрешить финансирование религиозных организаций из французских денег вместо зарубежных пожертвований, которые лишь способствуют разжиганию радикализма.
В своей книге «Республика, религия и надежда» Саркози заявил в 2004 году: «Я принадлежу католической культуре, католической традиции, католической вере. Даже если моя религиозная практика носит эпизодический характер, я считаю себя членом католической церкви». 21 апреля 2007 года в интервью католическому еженедельнику «Famille Chrétienne» заявил, что христианство «было свидетелем рождения французской нации» и оставило «огромное наследие культурных, нравственных, интеллектуальных и духовных ценностей». Другому католическому изданию — «Le Pélerin» — Саркози сообщил 4 мая, незадолго до избрания президентом, что Франция — «светская страна», а его католические убеждения не будут «прямо влиять» на политическую программу; в то же время он высказался за традиционный гетеросексуальный брак и против эвтаназии.

### Избрание президентом

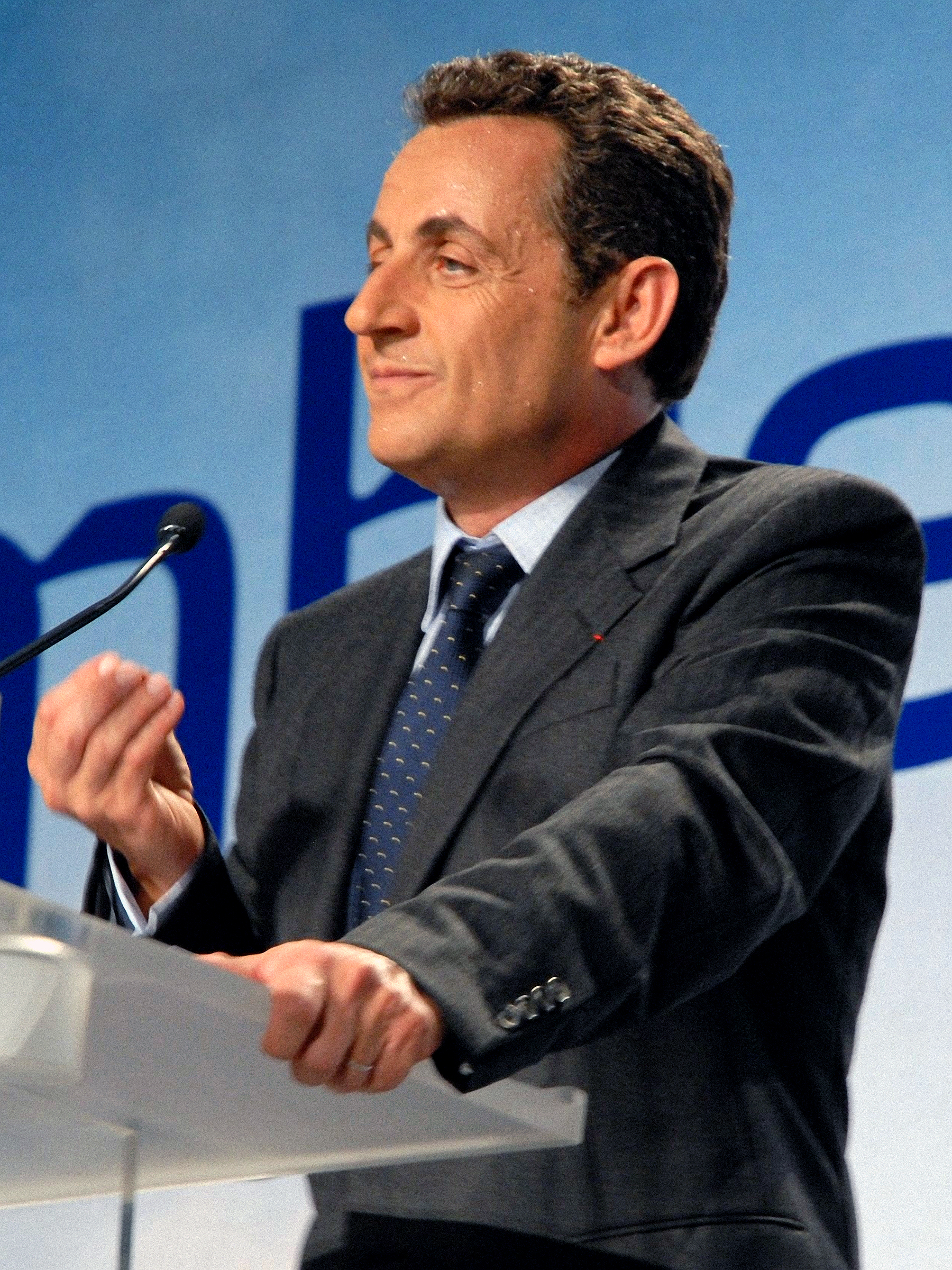
Саркози на встрече с избирателями в Тулузе 12 апреля 2007

14 января 2007 года общенациональный съезд партии «Союз за народное движение» (UMP, СНД) 98 % голосов утвердил Саркози в качестве кандидата на президентских выборах (конец апреля — начало мая 2007). За несколько дней до съезда СНД о своей поддержке кандидатуры Саркози публично заявили Ален Жюппе (экс-премьер Франции) и Мишель Аллио-Мари (министр обороны). Ещё один бывший премьер-министр, Жан-Пьер Раффарен, выступил на съезде с однозначной поддержкой Саркози. Таким образом, руководство партии определилось в пользу одного кандидата. 21 марта о своей поддержке его кандидатуры заявил и Жак Ширак, решивший не баллотироваться в третий раз. 26 марта 2007 года Саркози ушёл с поста министра, чтобы посвятить себя предвыборной кампании.
Перед выборами Саркози вёл активную кампанию, встречаясь со своими сторонниками как в регионах, традиционно поддерживающих правых, так и в голосующих за социалистов. Его оппоненты обвиняли Саркози в том, что он не может посетить неблагополучный парижский квартал без 300 человек охраны. Первоначально по результатам опросов Саркози несколько уступал Руаяль, но начиная с февраля неизменно лидировал во всех рейтингах.
В первом туре выборов, прошедшем 22 апреля 2007 года, Саркози набрал 31 %, второе место заняла кандидат социалистов Сеголен Руаяль. Дальнейшая кампания была ознаменована интригой вокруг судьбы 18 % голосов, полученных в первом туре Франсуа Байру. Байру сначала заявил, что не поддержит ни одного из кандидатов, но затем сказал, что «не будет голосовать за Саркози».
Во время прошедших 2 мая теледебатов Саркози, согласно оценке большинства аналитиков, держался увереннее Руаяль и с иронией реагировал на её эмоциональные высказывания. Эти дебаты способствовали некоторому росту его рейтинга (впрочем, он лидировал и до того). Более того, по мнению исследователей речевого стиля Саркози, воздействие на аудиторию оказали такие факторы, как интонационное построение его реплик, более умелое использование синтаксических средств.
Второй тур 6 мая принёс победу Саркози, набравшему 53 %. В день выборов, ещё до объявления предварительных итогов, начались беспорядки левой молодёжи в Лионе и Париже. Конституционный совет объявил окончательные итоги выборов 10 мая и провозгласил Саркози президентом республики начиная с момента истечения полномочий Ширака.
Сын Муамара Каддафи сообщил о финансировании Ливией предвыборной кампании Саркози в 2007 году и потребовал вернуть деньги. Эти сведения подтвердил французский информационный портал Mediapart, опубликовав данные о выделении Каддафи Саркози более 50 миллионов евро.

## Президентство

### Изменения в статусе президента. Конституционная реформа 23 июля 2008 года
23 июля 2008 года по инициативе Н. Саркози была проведена самая масштабная реформа Конституции 1958 года (было изменено или дополнено 47 статей из 89). Реформа проходила под лозунгом «модернизации институтов V Республики» и затронула институты Республики и институт Президента Республики:
- введён лимит на переизбрание: отныне «никто не может осуществлять более двух последовательных мандатов Президента Республики»;
- кандидаты на государственные должности «ввиду их значимости для защиты прав и свобод человека и экономической и социальной жизни Нации» до назначения Президентом будут заслушиваться постоянными комиссиями Национального Собрания и Сената; Парламент может наложить «вето» на кандидатуру, если «за предложение об отрицательном голосовании будет подано в совокупности 3/5 голосов присутствующих»;
- взятие полноты власти Президентом, согласно ст. 16 Конституции, ставится под контроль Конституционного совета (он высказывается о целесообразности чрезвычайного положения с точки зрения Конституции);
- Президент больше не будет возглавлять Высший совет магистратуры (высший орган судейского сообщества во Франции), но будет назначать омбудсмана — Защитника прав;
- самое главное: по американскому образцу, Президент сможет «взять слово» на совместном заседании палат Парламента — Конгрессе.

Вместе с тем, за введённый с его приходом в Елисейский Дворец стиль президентского правления Н. Саркози получил прозвище «гиперпрезидент». Ведь, в отличие от своих предшественников на посту Президента Республики, он занимается не только «главными делами страны» (по традиции, заложенной де Голлем, это — преимущественно внешняя и оборонная политика), но всеми более или менее важными вопросами французской политики вообще. «Фантомный» премьер-министр Франсуа Фийон отодвинут им на второй план. Кроме того, Саркози заполняет собой «медийное пространство», практически ежедневно появляясь на телеэкранах. Последствия новой системы неоднозначны (справедливо при этом, что Саркози меняет стиль, но не «дух» президентского доминирования в рамках Пятой Республики). Его сторонники утверждают, что энергия и «вездесущность» Президента необходимы, чтобы провести в жизнь предвыборные обещания, которые должны качественно, до неузнаваемости изменить Францию, «ввести её в современность». С другой стороны, минусы очевидны — ухудшение арбитражной роли Президента Республики (опять же по канонам Пятой Республики — Президент является избранником народа, стоящим вне политических баталий и над ними), сосредоточение всей исполнительной власти в руках Главы государства, замыкание всего и вся на Президенте может обернуться параличом «государственной системы» в том случае, если Н. Саркози будет, не дай Бог, «выбит из колеи».
Стоит отметить другие юридические изменения в правовом статусе Президента Республики с приходом к власти Н. Саркози. Так, вскоре после вступления в должность президент повысил себе зарплату на 140 % и понизил себе налоги, что вызвало крайне неоднозначную реакцию в обществе.
В июне-июле 2007 года вторая жена президента Сесилия исполняла ряд общественных поручений, связанных с освобождением осуждённых ливийским судом болгарских медиков. Это (а также пользование ею финансами Елисейского дворца) также поставило её под нападки прессы, критичной к её мужу, однако в октябре 2007 года Николя и Сесилия развелись. С этого времени и до брака Саркози с Карлой Бруни 2 февраля 2008 года у Франции не было первой леди (до этого не состоящими в браке президентами были только холостой до провозглашения императором Луи Наполеон Бонапарт, женившийся за 11 дней до окончания мандата Гастон Думерг и овдовевший Рене Коти). Саркози стал вторым президентом (после Думерга), вступившим в брак во время пребывания в должности.

### Внутренняя политика. Правительство
17 мая Саркози назначил премьер-министром своего близкого сподвижника Франсуа Фийона, занимавшего во время второго срока Ширака министерские посты. 18 мая Фийон сформировал правительство, куда вошли экс-премьер Ален Жюппе (как государственный министр), левый деятель Бернар Кушнер (как министр иностранных дел) и ряд членов кабинета де Вильпена, включая Мишель Аллио-Мари, возглавившую МИД.
В июне того же года Парламентские выборы во Франции (2007) принесли партии Саркози большинство, однако она получила несколько меньше мест, чем рассчитывала. Кроме того, не избранный депутатом Жюппе подал из правительства в отставку.
На посту президента Саркози учредил множество комиссий и консультативных советов, призванных решить различные внутриполитические и экономические проблемы; осенью 2007 года отчёт должны были предоставить не менее 16 комиссий — уникальный случай в истории Пятой республики.
В октябре-ноябре 2007 года разгорелись новые общественные манифестации и забастовки во Франции (особенно масштабной стала забастовка работников транспорта), вскоре вновь переросшие в беспорядки в пригородах Парижа, сопоставимые по масштабу с событиями 2005 года.

### Внешняя политика

#### Отношения с Германией

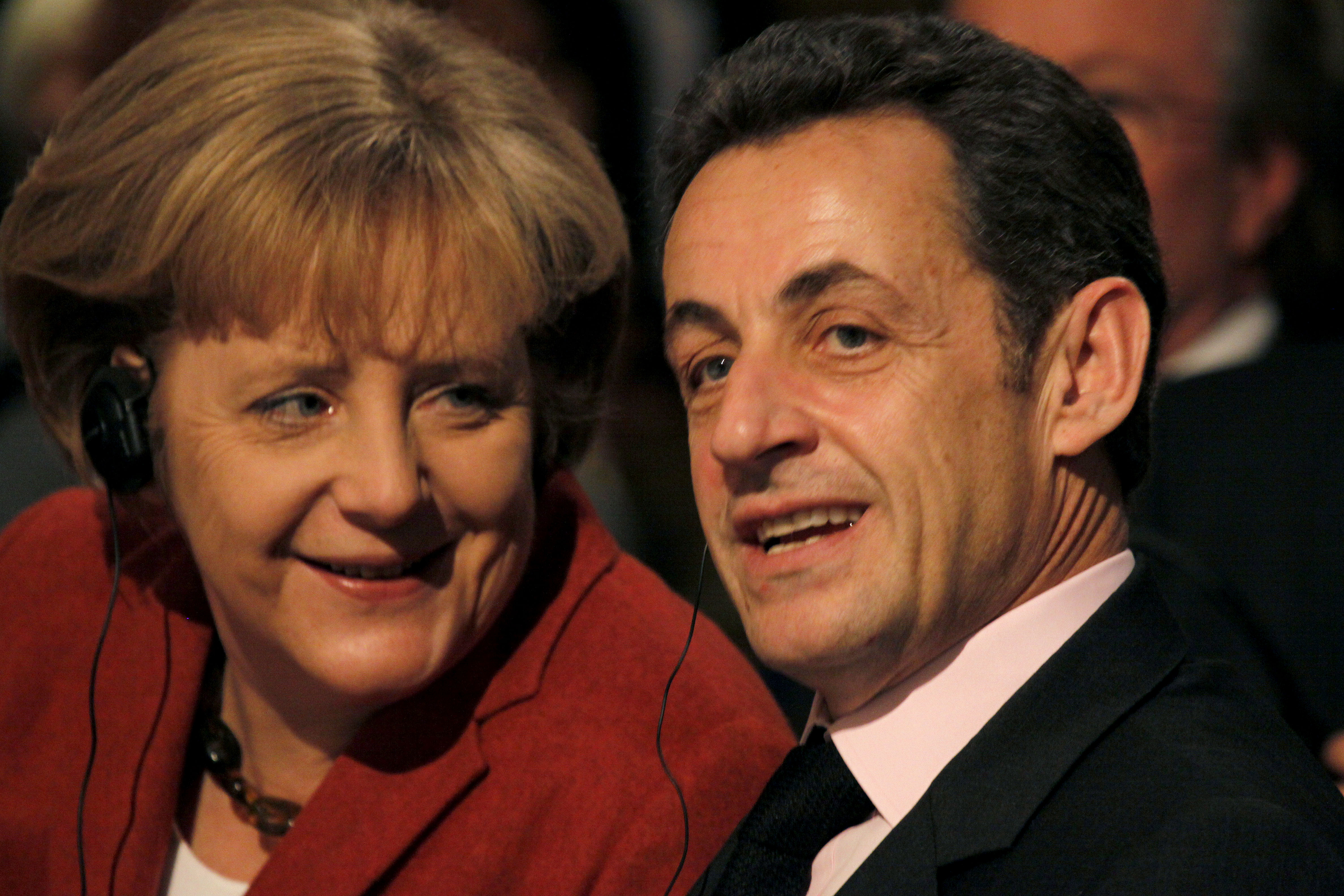
Николя Саркози и Ангела Меркель, 2009 год

В ходе своего первого зарубежного визита (уже в день инаугурации) Саркози, встретившийся с федеральным канцлером Германии Ангелой Меркель, призвал Германию к активизации сотрудничества. Выступая перед прессой, Саркози отметил, что «для Франции франко-германская дружба священна и ничто не сможет подвергнуть её сомнению», а его визит был вызван не простой формальностью, а желанием сразу же приступить к совместной работе, результатом которой станут совместные успешные действия. Визит показал дружеский характер между лидерами обоих государств, подтверждением чему, к примеру, такая реплика Саркози: «Дорогая Ангела, я в тебя очень верю и испытываю большое чувство дружбы».

#### Отношения с Россией

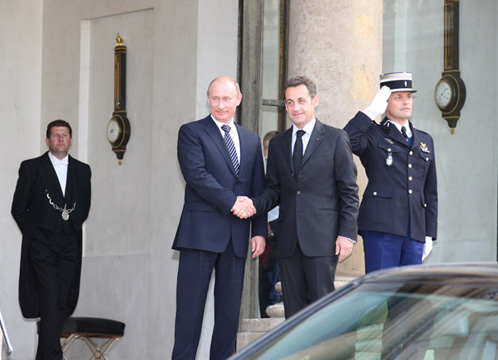
Саркози на встрече с премьер-министром РФ Владимиром Путиным

22 мая 2007 года состоялась первая телефонная беседа Саркози с Владимиром Путиным. Традиции голлизма ориентированы на «особые» партнёрские отношения. Во время предвыборной кампании в феврале 2007 года Саркози говорил о необходимости «эволюции России» в области прав человека, упомянув 200 тысяч погибших и 400 тысяч беженцев в результате чеченских войн. Разговор с Путиным сопровождался развёрнутым комментарием Елисейского дворца, в котором президент Саркози отозвался о России и её властях более благожелательно. Николя Саркози заявил, что «придаёт важность привилегированным отношениям между двумя странами», что Россия «великое государство» (grande nation), а Путин — «человек, с которым можно говорить», обеспечивший «стабильность России». Наблюдатели отмечают, что Путин поздравил Саркози с избранием лишь через двое суток после официального объявления итогов выборов, а лично лишь через неделю после инаугурации, выдержав определённую паузу. Вместе с тем Кремль подчеркнул необходимость поддерживать высокий уровень интенсивности франко-российского сотрудничества и диалога.

#### Евросоюз
Приоритетом внешней политики Саркози является Европа, в частности Европейский союз. Именно он стал одним из авторов и активных сторонников Лиссабонского договора, изменяющего Договор об основании ЕС и Договор об основании ЕЭС, — договора, заменившего проект Европейской конституции, отвергнутый на референдумах во Франции и Нидерландах в мае-июне 2005 года. По мнению официального Парижа, данное соглашение, подписанное 13 декабря 2007 года, с одной стороны, помогает ЕС более амбициозно действовать в различных областях, с другой — учитывает мнение французского и нидерландского народов. Тем не менее, сам характер Договора, а также способ его ратификации (парламентом Франции, собравшимся в составе конгресса 8 февраля 2008 года) вызывает живые дебаты во французском обществе и среди политиков. Саркози также предложил выработать новую стратегию безопасности ЕС взамен принятой в 2003 году (внутри страны Саркози начал процесс разработки новой Белой книги по национальной обороне вместо принятой в 1994 году).

##### Расширение ЕС. Турция и Балканы
Также Саркози выступает против немедленного вступления Турции в ЕС, поскольку считает, что Европа должна быть «политическим проектом», а не «субрегионом ООН»; он подчеркивает внутренние проблемы Турции, нестабильность в регионе, неспособность ЕС принять это государство без дестабилизации своего функционирования. Кроме того, между странами существует ряд двусторонних проблем (по решению Турции французская компания «Gaz de France» вышла из проекта газопровода «Nabucco» в феврале 2008 года, Анкара объясняет это действие тем, что Париж официально признаёт геноцид армян 1915 года в Турции; проект Средиземноморского союза, поддерживаемый Саркози, рассматривается Турцией как возможная попытка подменить средиземноморским сотрудничеством вступление в ЕС для неё). При этом Саркози всячески пытается не допустить серьёзного ухудшения отношений с Турцией, подчёркиваются дружеские исторические связи с этой страной, предлагаются различные формы сотрудничества с ЕС — «партнёрство», «ассоциация».
Саркози официально поддерживает вступление в ЕС государств Западных Балкан (кандидатов — Хорватии, Македонии и потенциальных кандидатов — Сербии, Боснии и Герцеговины, Черногории, Косово (в соответствии с резолюцией 1244 СБ ООН), Албании), но только при соблюдении ими всех критериев. Только в отношении Хорватии не будет применяться статья 88-5 Конституции Франции, согласно которой «Любой проект закона, разрешающий ратификацию договора относительно вступления государства в Европейский союз, выносится на референдум президентом Республики».

#### Независимость Косово
Саркози участвовал в июне 2007 года в саммите Большой восьмёрки в Германии, где выступал за независимость Косово.
Франция признала Косово 18 февраля 2008 года, на следующий день после провозглашения независимости. При этом Париж намерен налаживать хорошие отношения и с Косово, и с Сербией и видит для обеих стран европейскую перспективу.

#### Осетинский кризис

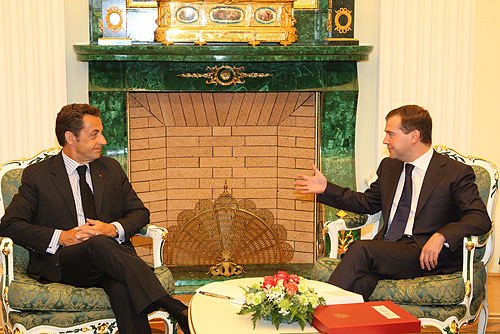
Переговоры Саркози и Медведева

Саркози (как президент страны-председателя ЕС) внёс вклад в мирное урегулирование войны 2008 года в Грузии, посетив Москву и Тбилиси и выработав с Дмитрием Медведевым основные пункты мирного соглашения, получившего название «План Медведева — Саркози»; впоследствии его подписали также президенты Грузии, Южной Осетии и Абхазии.

#### Отношения с Каддафи
В марте 2011 года сын бывшего ливийского лидера Саиф-аль-Ислам сделал громкое заявление — Муаммар Каддафи финансировал предвыборную кампанию Саркози в 2006 году, а также выделял ему деньги и позже. По словам Саифа, его отцом было выделено более 50 миллионов евро. В марте 2012 года интернет-издание Mediapart опубликовало документ, доказывающий эти сведения и названный Саркози фальшивкой. Однако после того, как адвокат бывшего премьер-министра Ливии Багдади аль-Махмуди заявил, что его клиент подтвердил передачу денег от Каддафи для Саркози, французская прокуратура начала проверку финансирования предвыборной кампании Саркози 2006—2007 годов. Значимых последствий эта история не имела.

#### Поражение на президентских выборах 2012 года
Во втором туре президентских выборов 6 мая 2012 года Саркози остался «президентом одного срока», потерпев поражение от кандидата-социалиста Франсуа Олланда (бывшего мужа Сеголен Руаяль) с 48,36 % голосов против 51,64 %, ранее Саркози уступил Олланду и в первом туре (27,18 % против 28,63 %). Саркози стал вторым действующим президентом (после Валери Жискар д'Эстена), проигравшим выборы.

## После президентства

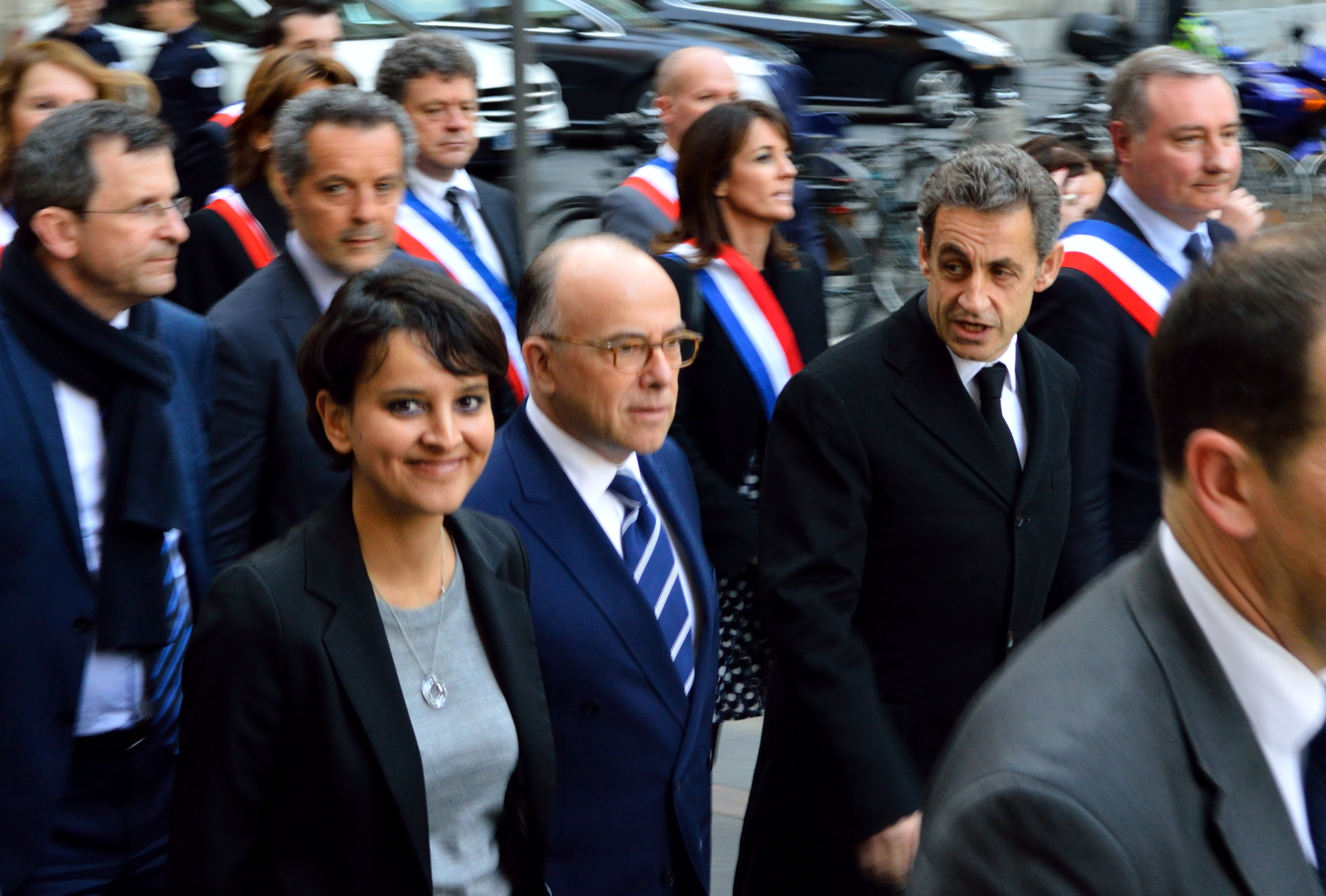
Министр образования Наджа Валло-Белькасем, министр внутренних дел Бернар Казнёв и экс-президент Николя Саркози на шествии в память о погибших в Тулузе, 2015 год

В январе 2014 года в мировой прессе появилась информация, что Саркози лидирует по популярности у французских избирателей среди политиков правоцентристского направления и является предпочтительным кандидатом от правых на президентских выборах 2017 года. Согласно результатам опроса общественного мнения, за Саркози проголосовали бы 62 % респондентов-сторонников правых сил.
1—2 июня 2014 года Саркози побывал с частной поездкой в России, провёл в Сочи неформальную встречу с Владимиром Путиным, присутствовал на концерте Карлы Бруни в Московском международном Доме музыки.
1 июля 2014 года в Париже Саркози был задержан полицией, после допроса ему в суде предъявлено обвинение в злоупотреблении служебным положением, коррупции, торговле влиянием в период исполнения президентских полномочий.

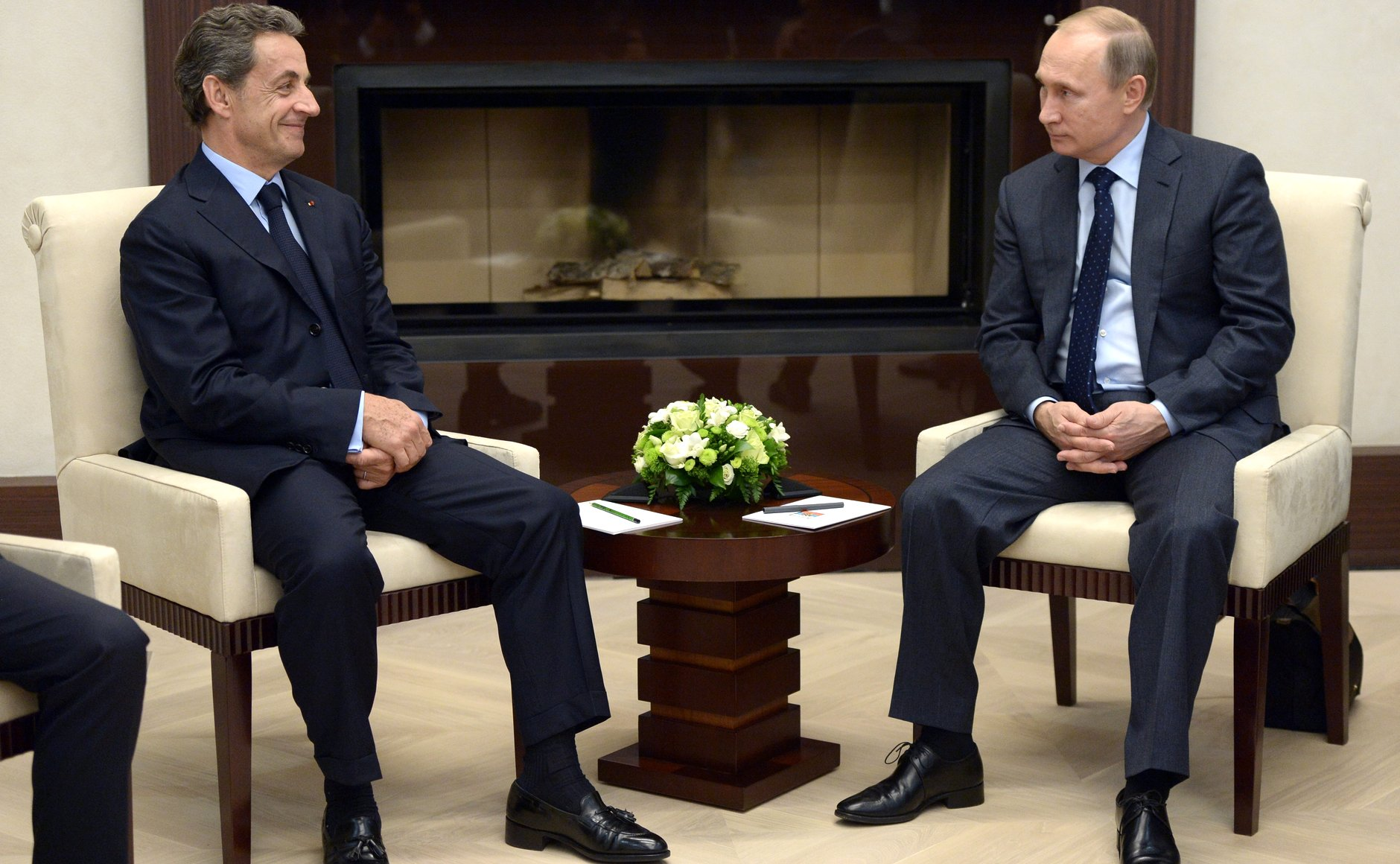
Во время встречи с президентом РФ Владимиром Путиным, 29 октября 2015 года

В ноябре 2014 года, когда возникли осложнения между Францией и Россией по поводу поставки вертолётоносцев типа «Мистраль», Саркози заявил в печати, что Россия является естественным партнёром Франции, поэтому, несмотря на возражения президента США, контракт должен быть исполнен и корабли переданы Военно-морскому флоту РФ.
29 ноября 2014 года Саркози избран лидером ведущей оппозиционной партии Франции «Союза за народное движение» (UMP). На внутрипартийных выборах, организованных посредством электронного голосования, Саркози получил 64,5 % голосов членов правоцентристской партии.
7 февраля 2015 года Саркози заявил, что жители Крыма добровольно приняли решение присоединиться к России и никто не вправе их за это упрекать.
29 октября 2015 года Саркози побывал в Москве по случаю присуждения ему звания почётного доктора МГИМО, имел встречу с Путиным, который впервые, по наблюдениям журналистов, в публичной обстановке перешёл к общению с Саркози на «ты».
16 февраля 2016 года прокурор Парижа Франсуа Молен сообщил о начале расследования против бывшего президента Франции Николя Сакрози по подозрению в незаконном финансировании предвыборной кампании. Следователи прокуратуры заявляют, что расходы на президентскую кампанию Саркози более чем в 2 раза превысили установленный законом порог на использование средств из предвыборного фонда.
В августе 2016 года Саркози на своей официальной странице в Facebook сообщил о намерении участвовать в президентских выборах в 2017 году.
В ноябре 2016 года Саркози выбыл из президентской гонки, проиграв в первом туре праймериз консерваторов соперникам — Франсуа Фийону и Алену Жюппе. Саркози получил только 22,9 % и признал своё поражение.

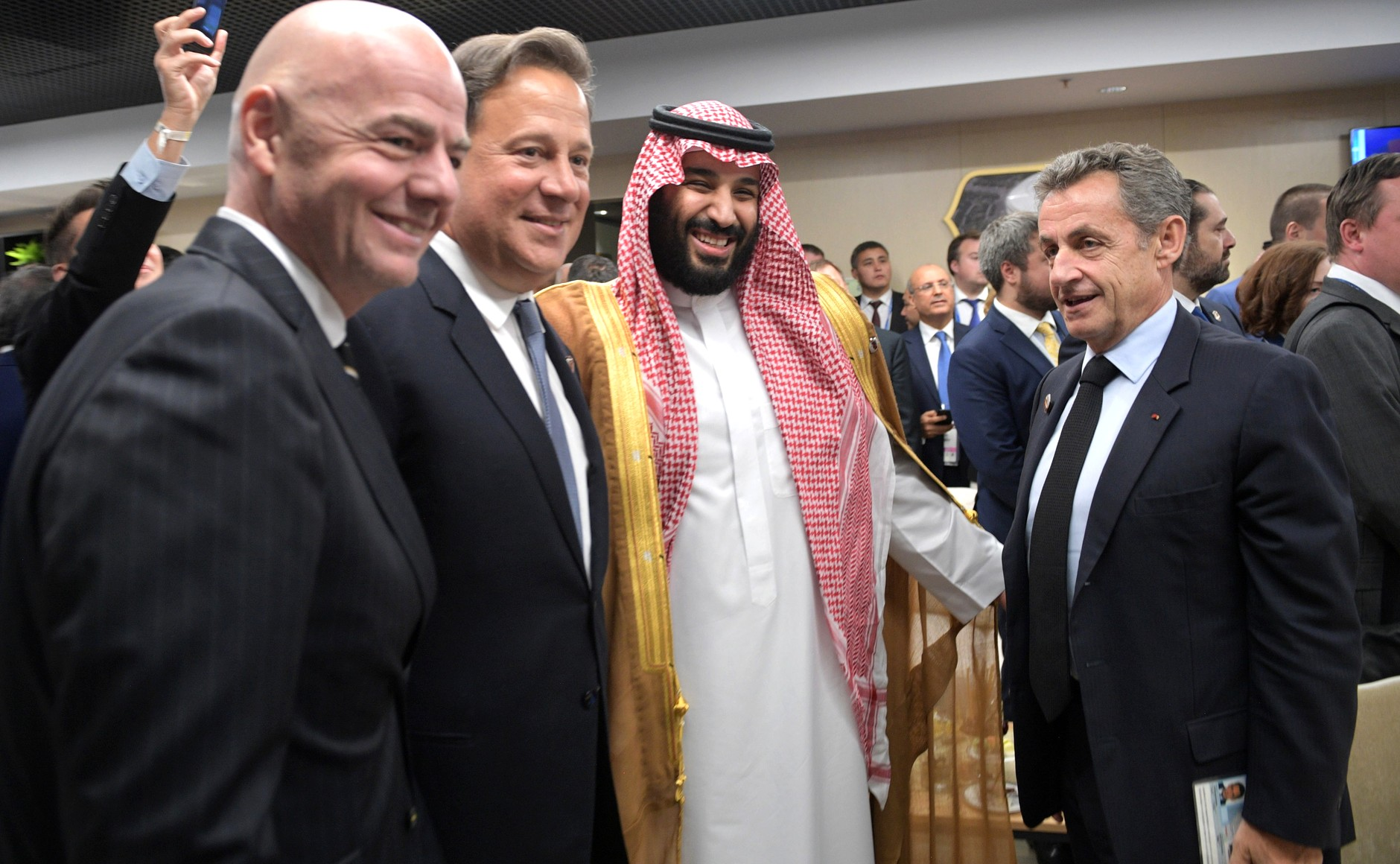
Джанни Инфантино, Хуан Карлос Варела, Мухаммед ибн Салман Аль Сауд и Николя Саркози на церемонии открытия Чемпионата мира по футболу в Москве, 14 июня 2018 года

20 марта 2018 года Французская полиция задержала Николя Саркози в рамках расследования возможного незаконного финансирования Ливией его предвыборной кампании в 2007 году. Это первый случай в современной Франции, когда под стражей находится бывший глава государства.
17 мая 2019 года Конституционный совет Франции отклонил иск Саркози о неконституционности уголовного преследования по подозрению в незаконном финансировании президентской кампании Саркози в 2012 году информационным агентством Bygmalion, основанным Жаном-Франсуа Копе.
13 июня 2019 года агентство Франс-Пресс подтвердило из своих источников информацию портала Mediapart о возбуждении Национальной финансовой прокуратурой нового расследования в отношении Саркози по факту использования им в расчётах наличными купюр номиналом 500 евро, что само по себе не противозаконно, но вызывает дополнительные подозрения в связи с делом о незаконных ливийских платежах.
23 июля 2020 года опубликована книга Саркози «Время бурь» (Le Temps des tempêtes), посвящённая первым двум годам его президентства (2007—2009).
1 марта 2021 года суд приговорил Саркози к году тюрьмы и двум условно по делу о коррупции, злоупотреблении влиянием и причастности к нарушению тайны следствия.
В сентябре 2021 года Саркози по обвинению в превышении лимита расходования средств на избирательную кампанию приговорили ещё к году тюремного заключения, которое может быть проведено под домашним арестом.
В августе 2023 года Николя Саркози дал резонансное интервью Le Figaro, где заявил, что для утверждения нынешнего положения Крыма необходим референдум под международным контролем, при этом отметив, что до 1954 года эта территория была российской, большинство населения всегда ощущали себя русскими и возврат к украинскому прошлому — иллюзорен. При этом осудил российское вторжение на Украину, заявив «Путин был неправ. То, что он совершил — тяжко и обернулось провалом».

## Оценки деятельности

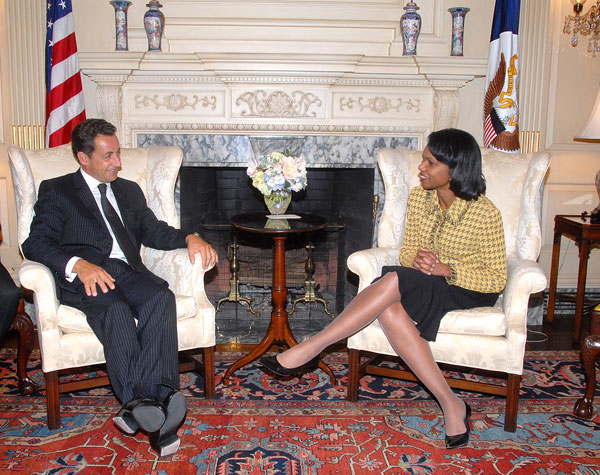
Саркози и Государственный секретарь США Кондолиза Райс. 2006 год

Саркози является фигурой, в высшей степени поляризующей общество. Он — самый популярный и в то же время самый непопулярный из правых политиков второй половины 2000-х годов, его личность является предметом постоянной критики и насмешек со стороны левых. Распространены такие феномены, как специальные акции «анти-Саркози», голосование по принципу «кто угодно, только не он». В то же время сторонники Саркози также являлись мощной и достаточно консолидированной силой.
Политологи отмечают высокие лидерские качества и харизму Саркози. По убеждениям — правый консерватор. Выступает за снижение налогов и социальных расходов. Сторонник европейской интеграции. Судя по его выступлениям, поддерживает традиционные французские ценности светского демократического государства, которые вобрали в себя и опыт христианской цивилизации. В вопросе ассимиляции иммигрантов обращает внимание прежде всего на их способность принять эти ценности. Считается союзником США благодаря проатлантическому вектору французской внешней политики, в частности, возвращению Франции в военные структуры НАТО, откуда она вышла в 1966 году.
Приговор 2021 года в отношении Саркози вызвал в обществе неоднозначную реакцию. Накануне суда  опросы показывали его высокую популярность. Сам факт суда над бывшим высокопоставленным должностным лицом государства в мировой практике не  является  единичным, но дело Саркози выделяется на фоне остальных за счет его широкой популярности во  Франции  и  в  мире.  В  годы  своего  президентства  он  воплощал  представления о власти с общественной поддержкой.

### Критика
Некоторые журналисты, критически настроенные к политике США, такие как Тьерри Мейсан, обвиняют Саркози в том, что он агент сионизма и ЦРУ. Оппоненты и многие независимые исследователи называют Саркози либералом или ультралибералом; сам он отрицает такое определение и утверждает, что он «прагматик».
Мишель Онфре:
Саркози разрушает и социальное обеспечение, и государственные больницы, и народное образование и при этом пытается прикрыться выдающимися людьми. А по США, то мне кажется, что в Николя Саркози какое-то невротическое отношение к Америке, это такая мечта подростка, который верит, что приедет добрый дядя и все решит. Сначала он прогибался перед Бушем, теперь перед Обамой, которого называет своим другом<…>Понимаете, французам стыдно за тот образ, который создает Николя Саркози за рубежом. Надо признать, он страдает нарциссизмом, ничего и никого не боится, не принимает во внимание никаких суждений других людей. Считает, что может все, даже пробежать стометровку на Олимпийских играх.

## Награды
- Орден Золотого руна (Испания, 2012 год; передан в экспозицию музея ордена Почётного легиона)[42][43]
- Орден Победы имени Святого Георгия (Грузия, 2011 год)[44]
- Орден Славы (Армения, 5 октября 2011 года) — за укрепление традиционных армяно-французских дружественных отношений, углубление и расширение всестороннего сотрудничества между Республикой Армения и Французской Республикой, а также за большой личный вклад в защиту мира и международной безопасности[45][46]
- Кавалер ордена князя Ярослава Мудрого I степени (Украина, 6 октября 2010 года) — за выдающийся личный вклад в развитие украинско-французских межгосударственных отношений[47]
- Орден Мубарака Великого (Кувейт, 2009 год)
- Орден Южного Креста (Бразилия, 2009 год)
- Орден Золотого орла (Казахстан, 2009 год)[48]
- Большой крест ордена Святого Карла (Монако, 25 апреля 2008 года)[49]
- Кавалер Большого креста ордена Бани (Великобритания, 2008)[50]
- Кавалер ордена «Стара Планина» с лентой (Болгария, 2007 год)
- Кавалер Большого креста ордена Почётного легиона (2007 год; кавалер с 2004 года) — лишён награды в 2025 году, потому что был осуждён по уголовному делу (торговля влиянием, давление на следствие)[51].
- Кавалер Большого креста Национального ордена заслуг (2007 год)
- Кавалер Большого креста ордена Карла III (Испания, 2004 год)[52]
- Командор ордена Леопольда I (Бельгия, 2004 год)